# ایگناتی ویشنوتسکی
ایگناتی ویشنوتسکی (روسی: Игна́тий И́горевич Вишневе́цкий؛ زادهٔ ۵ سپتامبر ۱۹۸۶) منتقد، مقاله‌نویس و مقاله‌نویس روسی-آمریکایی متولد اتحاد جماهیر شوروی سوسیالیستی است. او به عنوان منتقد فیلم برای ای. وی. کلاب و برای موبی.کام و شیکاگو ریدر نقد می‌نویسد.